# Болница манастира Студеница
Болница манастира Студеница или Болница Свети дух била је прва болница основана на територији српске средњовековне државе, урађена по угледу на хиландарску болницу, у склопу манастирских зграда, истоименог манастира. Болница је основана 1208. или 1209. године, по доласку Светог Саве у Србију, када је био написан и Студенички типик (1208. до 1216. године), који је у глави 40 садржао обавештења о манастирској болници, која се налазила у склопу манастирских зграда, а за коју су према одредбама овог типика били предвиђени посебни услови, начин постављања лежаја за болеснике и одређивање болничара.
Болница манастира Студеница разликовала се од хиландарске по томе што су се у студеничкој болници лечили само монаси оболели од акутних обољења. Са њеним постојањем и писаним регулисањем њеног постојања званично је започела здравствена култура у српском народу и држави.

## Манастир Студеница
Манастир Студеницу је основао велики жупан Стефан Немања и посвето га Успењу пресвете Богородице. Прва фаза градње манастира обављена је у периоду од 1183. до 1196. године, када је Стефан Немања препустио престо свом сину Стефану Првовенчаном и повукао се у своју задужбину.
Манастир је саграђен  у пустом пределу „који беше ловиште зверова”,  како је то место описао Сава Немањић у Житије светог Симеона:
 „Овај наш свети манастир, као што знате, било је ово место као пусто ловиште зверова. Када је дошао у лов господин наш и самодржац, Стефан Немања, који је царевао свом српском земљом, и кад је он ловио овде, изволи му се да овде, у овом пустом месту, сагради овај манастир на покој и умножење чина усамљеника.“ 
Кад је касније отишао у манастир Хиландар, Стефан Првовенчани се бринуо о Студеници. Тамо је Немања примио монашки постриг и име Симеон. Свети Симеон је умро у Хиландару 1199.
Немањин трећи син Сава Немањић је, након што је помирио своју браћу Стефана и Вукана, пренео је мошти Светог Симеона у Студеницу где су и дан данас.
Под Савиним старатељством, манастир Студеница је уживао највеће поштовање међу свим манастирима и црквама тога доба. У високом звању архимандрита Свети Сава је управљао Студеницом од 1215. године. Она је у том периоду постала црквени центар Србије, где је постављен темељ будуће самосталне српске Цркве. Српска православна црква је добила аутокефалност од стране Никејског царства 14. септембра 1219. године у Никеји.
Свети Сава је био први српски архиепископ. У манастиру је негована и писана делатност. Свети Сава је у Студеници написао прву биографију Св. Симеона 1208. године и Студенички типик. Негована је и преводилачка делатност. Свети Сава је преводио дела Хипократа, Дискорида, Авицене и других велика на медицине из претходних периода (нарочито из доба антике). Тако је временом у манастиру настала богата библиотека. Због овакве делатности овај манастир је имао важан просветни и политички значај – повезаност са православним Истоком, Цариградом, Светом Гором, приморјем и другим српским крајевима: Босном, Далмацијом, Влашком, па и Русијом. Под Савиним старатељством Студеница је постала поли- тички, културни и духовни центар средњовековне Србије.
Студеница је уживала пажњу и других чланова династије Немањића. Краљ Радослав је 1245. додао цркви припрату, а краљ Милутин је саградио малу цркву посвећену светим Јоакиму и Ани.
Од пада последње српске средњовековне државе 1459, Турци су често нападали манастир. Прва значајна рестаурација је извршена 1569, када су фреске Богородичине цркве поново насликане. Почетком 17. века, пожар и земљотрес су оштетили манастир, а историјски документи и значајни делови уметничке баштине су уништени и изгубљени заувек.
У околини се налазе Горња Савина испосница и Доња Савина испосница. У манастиру се налази плаштаница Антонија Ираклијског из 14. века.
Уз јужни портал Богородичне цркве у Студеници налази се најстарији српски часовник, у питању је сунчаник код кога сенка уместо на бројке пада на слова.

### Услови који су претходили оснивању болнице
Српска средњовековна медицини зачета је с почетка 12. века у првим српским културним центрима, тога периода,  прво у Хиландарском а потом и у Студеничком манастиру, основана је канонска верска медицина званичне српске цркве заснована  на учењу хришћанства по коме је њен творац Исус Христос лечио болесне и васкрсавао мртве. Ову моћ Христос је пренео и на своје ученике говорећи им: Болесне исцељујте, губаве чистите, мртве дижите, ђавола изгоните, забадава сте добили и забадава дајите.
Историјски посматрано, српска медицина (која данас има традицију дугу 800. година), своје дубоке корене везује за српско свештенство и сина великог жупана Стефана Немању - Растка, који се умонашио под именом Сава, и касније је проглашеног за свеца (Свети Сава).
На западним границама византијског културног круга као њен саставни део, Србија је била под великим утицајем Византије. У Цариграду у 12. веку, било је много болница, па се сматра да је иницијатива за оснивање прве српске болнице не приписује само Сави Немањићу, већ и искуствима стеченим у византијским болницама, конкретно – у болници манастира Свете Богородице Евергетиде (Добротворке), чији је типик преведен на српски језик за потребе болнице у Студеници.
У престоници Византије  велики ренесансни човек, српски принц и монах Растко Немањић (Свети Сава 1175-1235), који је након боравка у Византији и десет година у Светој Гори, међу монасима стекао многа знања па и она из области медицине.  Није било ничега што тај велики човек није могао да уради. Он не само да је поседовао велико знање, смисао за практично и прагматично већ и одличне организационе способности.
Размишљајући као духовник Свети Сава је схватио суштину православног хришћанства и византијског филозофије, и део живота посветио је ходочашћу (изузетно важном периоду за његов дух и тело), поставши тако први „српски светски путник“. Као члан династије Немањића, он је постао и духовни отац Србије. Његова заслуга није се огледа само у оснивању првих српских болница и манастирске медицине у њима, већ и у здравственом просвећивању (укључујући ту и борбу против надрилекарства) и писању најстаријих српских медицинских списа (кодекса). Са њим, Србија је достигла свој „златно доба,“ а 13. век у Србији се може назвати периодом „српске ренесансе“. Имајући све ово у виду Теодосије (монах) га је прозвао тринаестим апостолом.

## Манастирска болница
По доношењу моштију Светог Симеона у његову задужбину, манастир Студеницу, Свети Сава је основао болницу 1208. или 1209. године, када је био написан и Студенички типик (1208–1216). То је била прва болница основана на територији српске средњовековне државе. у којој је Свети Сава је преводио дела Хипократа, Дискорида.
Болница је била уређена по угледу на хиландарску болницу, а на основу Студеничког типика налазила се у оквиру манастирске целине.
Болница се састојала од једне, а по потреби и од две собе у конацима, са 12 лежајева, чији се број у случају пораста броја оболелих повећавао као и број болничара.  Болница је имала и посебно (засебно) одељења за лечење оболелих од епилепсије и душевних болести (по чему је Србија тога времена предњачила у медицини). Болница је у хладне дане редовно грејана, а у њој је радила послуга, а за болесне је спремана боља храна.
Лечење су обављали лекари емпирици, који су своје знање и вештину лечења преносили својим следбеницима. Тако су се лекари емпирици, монаси или лекари, поред лечења, бавили и обучавањем лекарској вештини оних који су помагали у лечењу и који је требало да их наследе.
На стручан рад болнице и обучавање будућих кадрова, значајан допринос дала је писана и преводилачка делатност Св.Саве који је у Студеници написао прву биографију Св. Симеона 1208. године, Студенички типик, и превео дела Хипократа, Дискорида, Авицене и других великана медицине из претходних периода (нарочито из доба антике). Тако је временом у манастиру настала богата библиотека.
До данас је сачуван само један медицински спис прве српске болнице. Реч је о спису под називом Дамаскина Јована о човеку и томе шта је човек, који описује распоред сокова у људском телу. У ствари, ради се о копији списа из 18. века, која се чува у библиотеци Универзитета у Болоњи под ознаком МС. 1.044, Марс 103, В.
Поред метода традиционалне медицине многи болесници лечили су се и светим моштима (Светог Симеона, Светог Саве) молитвом, светим миром и црквеним реликвијама.
Према људима са телесним манама према немоћнима у болницима и „беснима”, се тражило да опхођење буде беспрекорно, као и њихова нега и чување, а за оне који то нису поштовали биле су предвиђене казнене одредбе. Поставља се питање који су болесници сматрани „беснима”? Највероватније су то били оболели од психозе, епилепсије, епилепсије и психозе, или других душевних болести. За неке од њих се изгледа предвиђало могуће излечење, односно да ће за њих време почети да тече кад се буду „ослободили муке“ (болести, бесова) те за њих није важило застаревање законских одредби?! Ментално болесни већ тада су били одвојени од оних који су били соматски болесници.
Посебно трена нагласити значај који је по народном веровању имало чудотворних исцељења која је учинио Свети Сава, како ради лечења оболелих, тако ради јачања вере и духовности српског народа.
За време петовековне турске владавине над српским народом дошло је до застоја у развоју медицине. Манастир и манастирска болнице су рушени, али је српски народ и даље тражио утеху, заштиту и лек у овом манастиру, али сада су над светим моштима, молитвом и светим миром, тражили исцељење. Ретке лекаруше које су сачуване у овом манастиру и даље су коришћене за лечење у овом, за Српски народ тешком периоду.

## Истраживања
Истраживањима проведеним у ризници манастира Студеници није одређена тачна локација прве, у изворима документоване, болнице основане на територији српске средњовековне државе. Такође ни археолошким ископавањима ништа није идентификовано као садржај или инвентар болнице, тако да је о изгледу болнице тешко било шта прецизније написати.
Не постоје подаци о томе када је престала да постоји прва манастирска болница у Србији, али се сигурно зна да се то догодило са најездом Турака,  који су 1595. године, по наређењу Синан-Паше, спалили мошти Светога Сава на Врачару, а пепео развејали да би казнили српски народ за непослушност.